# Lilla Acksjön (Tämta socken, Västergötland)
Lilla Acksjön är en sjö i Borås kommun i Västergötland och ingår i Göta älvs huvudavrinningsområde.